# Montee Ball
Montee Ball, Jr. (* 5. Dezember 1990 in McPherson, Kansas) ist ein ehemaliger US-amerikanischer American-Football-Spieler auf der Position des Runningbacks. Er spielte bei den Denver Broncos in der National Football League (NFL).

## College
Ball besuchte die University of Wisconsin und spielte für deren Mannschaft, die Badgers, von 2009 bis 2012 äußerst erfolgreich College Football. Er konnte mit seinem Team dreimal die Meisterschaft der Big Ten Conference gewinnen und wurde wiederholt ausgezeichnet, darunter mit dem prestigeträchtigen Archie Griffin-, sowie dem Doak Walker Award und in diverse Auswahlmannschaften aufgenommen. In insgesamt 49 Spielen konnte er 83 Touchdowns erzielen. Damit hält er eine ganze Reihe an Rekorden, sowohl auf College-, als auch auf Conference- sowie auf NCAA-Ebene.

## NFL

### Denver Broncos
Trotz seiner herausragenden Leistungen im College Football wurde er beim NFL Draft 2013 erst in der 2. Runde als 58. Spieler von den Denver Broncos ausgewählt. Bereits in seinem Rookiejahr kam er regelmäßig zum Einsatz und konnte mit seinem Team den Super Bowl erreichen, wo sich die Broncos im Super Bowl XVIII den Seattle Seahawks geschlagen geben mussten. In seiner zweiten Saison schien sich Ball als Starter etablieren zu können, zog sich allerdings in der 5. Spielwoche eine hartnäckige Leistenverletzung zu, die ihn für den Rest der Saison außer Gefecht setzte. In der Preseason 2015 kämpfte er mit C. J. Anderson, Ronnie Hillmann und Tuwan Thompson um einen Platz im Kader der Broncos und wurde nach mäßigen Leistungen in den Vorbereitungsspielen von den Broncos am 6. September 2015 entlassen.

### New England Patriots
Am 15. Dezember 2015 verpflichteten die New England Patriots Ball für ihren Practice Squad. Am 5. Februar 2016 wurde er wieder entlassen, kurz nachdem er im Zuge einer Auseinandersetzung mit seiner Freundin wegen Körperverletzung angeklagt und vorübergehend inhaftiert wurde.
Danach fand sich für den an Alkoholismus leidenden Sportler kein Team mehr.